# Gianni Bugno
Gianni Bugno (Brügg, 14 februari 1964) is een voormalig Italiaans wielrenner. Hij was van zijn generatie een van de veelzijdigste renners in het peloton.

## Carrière
Bugno begon zijn loopbaan als beroepswielrenner in 1985. Hij werd tweemaal wereldkampioen, in 1991 en 1992. Hij won vier wedstrijden die meetelden voor de wereldbeker: Milaan-San Remo en de Wincanton Classic in 1990, de Clásica San Sebastián in 1991 en de Ronde van Vlaanderen in 1994. 
In 1990 won Bugno het eindklassement van de wereldbeker. Dat jaar won hij ook de Ronde van Italië. Bugno reed van de eerste tot en met de laatste etappe in de roze leiderstrui. In de Ronde van Frankrijk eindigde hij dat jaar als zevende. Hij won toen twee etappes in de Tour, waaronder die naar Alpe d'Huez. In 1991 werd hij tweede in de Ronde van Frankrijk. Ook toen was hij de snelste in de etappe naar Alpe d'Huez. In 1992, het jaar waarin Bugno alles op de Tour had gezet, werd hij derde.
Bugno had in het peloton de bijnaam de hagedis.

## Doping
Bugno werd in zijn carrière betrapt op doping. Eind 1994 werd bij hem na de Coppa Agostoni een veel te hoog cafeïnegehalte vastgesteld. Bugno wachtte een schorsing van twee jaar. Na tussenkomst van de internationale wielrenunie UCI werd de schorsing teruggebracht tot drie maanden. Bugno zei dat hij te veel koffie had gedronken. Bugno stopte eind 1998 met fietsen. In 2002 werd hij veroordeeld tot een voorwaardelijke celstraf van zes maanden. Tijdens de Driedaagse van De Panne in 1999 werd een pakketje met amfetamines onderschept. Het pakje was geadresseerd aan de familie Bugno.
Bugno werd na zijn carrière als profwielrenner helikopterpiloot en is sinds 2010 tevens voorzitter van de Cyclistes Professionnels Associés (CPA), een internationale vereniging van profwielrenners.

## Overwinningen
1985
Gran Premio della Liberazione
1986
Ronde van Piëmont
Ronde van de Apennijnen
Ronde van Friuli
1987
Coppa Sabatini
Ronde van de Apennijnen
GP Città di Camaiore
3e etappe Ronde van Trentino
1988
Coppa Agostoni
Ronde van de Apennijnen
18e etappe Ronde van Frankrijk
2e etappe Ronde van Romandië
1989
Ronde van de Drie Valleien
21e etappe Ronde van Italië
G.P Marostica
1990
Milaan-San Remo
Wincanton Classic
 Eindklassement UCI wereldbeker wielrennen
1e, 7e en 19e etappe Ronde van Italië
 Eindklassement Ronde van Italië
 Puntenklassement Ronde van Italië
- 11e en 18e etappe Ronde van Frankrijk
- 3e etappe Ronde van Trentino
- Eindklassement Ronde van Trentino

1991
 Wereldkampioen op de weg, Elite
Clásica San Sebastián
Memorial Nencini
 Italiaans kampioen op de weg, Elite
1e etappe Euskal Bizikleta
Eindklassement Euskal Bizikleta
2e, 10e en 19e etappe Ronde van Italië
17e etappe Ronde van Frankrijk
Ronde van Friuli
1992
 Wereldkampioen op de weg, Elite
4e etappe Ronde van Zwitserland
Ronde van Lazio
Ronde van Emilië
Milaan-Turijn
1993
Dwars door Lausanne
2e etappe Euskal Bizikleta
GP Kanton Aargau
Telekom Grand Prix (met Maurizio Fondriest)
1994
Ronde van Vlaanderen
4e etappe Euskal Bizikleta
3e etappe Ronde van Italië
1995
 Italiaans kampioen op de weg, Elite
Coppa Agostoni
Trofeo Matteotti
4e deel B en 5e etappe Ronde van de Middellandse Zee
Eindklassement Ronde van de Middellandse Zee
1996
15e etappe Ronde van Italië
1e etappe Ronde van Trentino
5e etappe Ronde van Zwitserland
20e etappe Ronde van Spanje
1997
10e etappe Ronde van Langkawi
1998
12e etappe Ronde van Spanje

## Resultaten in voornaamste wedstrijden
| Jaar | Ronde van Italië | Ronde van Frankrijk | Ronde van Spanje |
| ---- | ---------------- | ------------------- | ---------------- |
| 1986 | 41e              |                     |                  |
| 1987 | opgave           |                     |                  |
| 1988 | opgave           | 62e (1)             |                  |
| 1989 | 23e (1)          | 11e                 |                  |
| 1990 | ↑ (3)            | 7e (2)              |                  |
| 1991 | 4e (3)           | ↑ (1)               |                  |
| 1992 |                  | ↑                   |                  |
| 1993 | 18e              | 20e                 |                  |
| 1994 | 8e (1)           | opgave              |                  |
| 1995 |                  | 53e                 |                  |
| 1996 | 29e (1)          |                     | 56e (1)          |
| 1997 | 75e              |                     | 95e              |
| 1998 | 50e              |                     | 84e (1)          |

| Jaar | Milaan-San Remo | Gent-Wevelgem | Ronde van Vlaanderen | Amstel Gold Race | Luik-Bast.‑Luik | Ronde van Lombardije | Clásica San Sebastián | Waalse Pijl |  | WK op de weg |  | Wereldranglijsten |
| ---- | --------------- | ------------- | -------------------- | ---------------- | --------------- | -------------------- | --------------------- | ----------- |  | ------------ |  | ----------------- |
| 1986 | 111e            |               |                      |                  |                 | 15e                  |                       |             |  |              |  |                   |
| 1987 | 92e             |               |                      |                  |                 | 25e                  |                       |             |  | 62e          |  |                   |
| 1988 | 73e             | Zilver        |                      | 27e              | 19e             | ↑                    |                       | 32e         |  |              |  | 15e (UWB)         |
| 1989 |                 |               | 34e                  | 34e              | 96e             | 27e                  | 24e                   |             |  | 8e           |  |                   |
| 1990 | ↑               | 130e          | 12e                  | 8e               | 7e              | 13e                  | 24e                   | 41e         |  | ↑            |  | (UWB)             |
| 1991 | 43e             |               |                      |                  | 17e             |                      | ↑                     | 68e         |  | ↑            |  |                   |
| 1992 | 142e            |               |                      | 42e              |                 | 20e                  | 70e                   |             |  | ↑            |  |                   |
| 1993 | 30e             |               | 43e                  | ↑                | 48e             |                      | 14e                   |             |  |              |  | 12e (UWB)         |
| 1994 | 29e             | 29e           | ↑                    | 14e              | 57e             |                      | 10e                   | 4e          |  |              |  | 7e (UWB)          |
| 1995 | 44e             |               | 37e                  | 22e              | ↑               | 20e                  | 5e                    | 13e         |  |              |  | 6e (UWB)          |
| 1996 | 63e             |               |                      | 27e              | 40e             | 6e                   | 143e                  | 38e         |  | 12e          |  |                   |
| 1997 |                 |               |                      |                  |                 | 30e                  |                       |             |  | 56e          |  |                   |
| 1998 | 138e            |               |                      |                  | 82e             |                      |                       | 53e         |  | 51e          |  |                   |